# Omaezaki
Omaezaki (japanska: 御前崎市?, Omaezaki-shi) är en stad i Shizuoka prefektur i Japan. Staden bildades 2004.
I staden ligger Hamaoka kärnkraftverk.